# Nedoceratops
Nedoceratops (früher Diceratops) ist eine umstrittene Gattung von Vogelbeckensauriern aus der Gruppe der Ceratopsidae innerhalb der Ceratopsia.

## Merkmale
Von Nedoceratops ist nur ein schlecht erhaltener Schädel bekannt, welcher dem von Triceratops ähnelt. Es ist umstritten, ob es sich tatsächlich um eine eigenständige Gattung handelt. Das Nasenhorn ist zu einem runden Stumpen reduziert, wodurch als namensgebende „zwei Hörner“ die langen Überaugenhörner übrig blieben. Wie alle Ceratopsidae besaß er einen aus Scheitel- und Schuppenbein gebildeten Nackenschild, der allerdings im Gegensatz zu Triceratops Öffnungen aufwies. Diese Öffnungen begründen für einige Forscher den Status als eigenständige Gattung.
Über den restlichen Körperbau ist nichts bekannt, vermutlich glich er dem der übrigen Ceratopsidae. Demzufolge dürfte er einen kräftigen Rumpf mit stämmigen Beinen besessen und sich quadruped (auf allen vieren) fortbewegt haben. Wie alle Ceratopsia war er Pflanzenfresser.

## Entdeckung und Benennung
Der fossile Schädel von Nedoceratops wurde in der Lance-Formation im US-Bundesstaat Wyoming gefunden. John Bell Hatcher erforschte den Fund, nach seinem frühen Tod veröffentlichte Richard Swann Lull 1905 die Erstbeschreibung unter dem Namen Diceratops („Zweihorngesicht“). Typusart und einzig bekannte Art ist D. hatcheri. Da der Name Diceratops bereits für eine Hautflügler-Gattung vergeben war, schlugen Octávio Mateus und A. S. Ukrainsky im Jahr 2008 den Namen Diceratus vor. Da der Name Nedoceratops zuerst publiziert wurde, hat er nach den Regeln der Internationalen Regeln für die Zoologische Nomenklatur Priorität vor Diceratus.
Der Fund wird in die Oberkreide (spätes Maastrichtium) auf ein Alter von 69 bis 66 Millionen Jahre datiert.

## Systematik
Nedoceratops wird innerhalb der Ceratopsidae in die Chasmosaurinae eingeordnet, die durch große Überaugenhörner und einen langen Nackenschild charakterisiert waren. Er wird zur Triceratops-Torosaurus-Klade gezählt und ist nach kladistischen Untersuchungen am nächsten mit Torosaurus verwandt.